# Sojuz TMA-17
Sojuz TMA-17 è una missione del programma Sojuz diretta verso la Stazione spaziale internazionale. È stata lanciata il 20 dicembre 2009 e ha trasportato tre membri della Expedition 22 verso la stazione. TMA-17 è stato il 104º volo di una navetta Sojuz La navetta è atterrata in Kazakistan il 2 giugno 2010 dopo oltre cinque mesi di missione.
Questa missione è stata l'ultima ad agganciarsi al nadir della stazione, sul modulo Zarja. Dalla missione STS-132 questo punto di aggancio sarà occupato dal modulo Rassvet.

## Equipaggio
| Ruolo               | Equipaggio                                       | Equipaggio                                       |
| ------------------- | ------------------------------------------------ | ------------------------------------------------ |
| Comandante          | Oleg Kotov, Roscosmos Expedition 22 Secondo volo | Oleg Kotov, Roscosmos Expedition 22 Secondo volo |
| Ingegnere di volo 1 | Timothy Creamer, NASA Expedition 22 Primo volo   | Timothy Creamer, NASA Expedition 22 Primo volo   |
| Ingegnere di volo 2 | Soichi Noguchi, JAXA Expedition 22 Secondo volo  | Soichi Noguchi, JAXA Expedition 22 Secondo volo  |

### Equipaggio di riserva
| Ruolo               | Equipaggio                 | Equipaggio                 |
| ------------------- | -------------------------- | -------------------------- |
| Comandante          | Anton Škaplerov, Roscosmos | Anton Škaplerov, Roscosmos |
| Ingegnere di volo 1 | Douglas Wheelock, NASA     | Douglas Wheelock, NASA     |
| Ingegnere di volo 2 | Satoshi Furukawa, JAXA     | Satoshi Furukawa, JAXA     |

## Galleria d'immagini

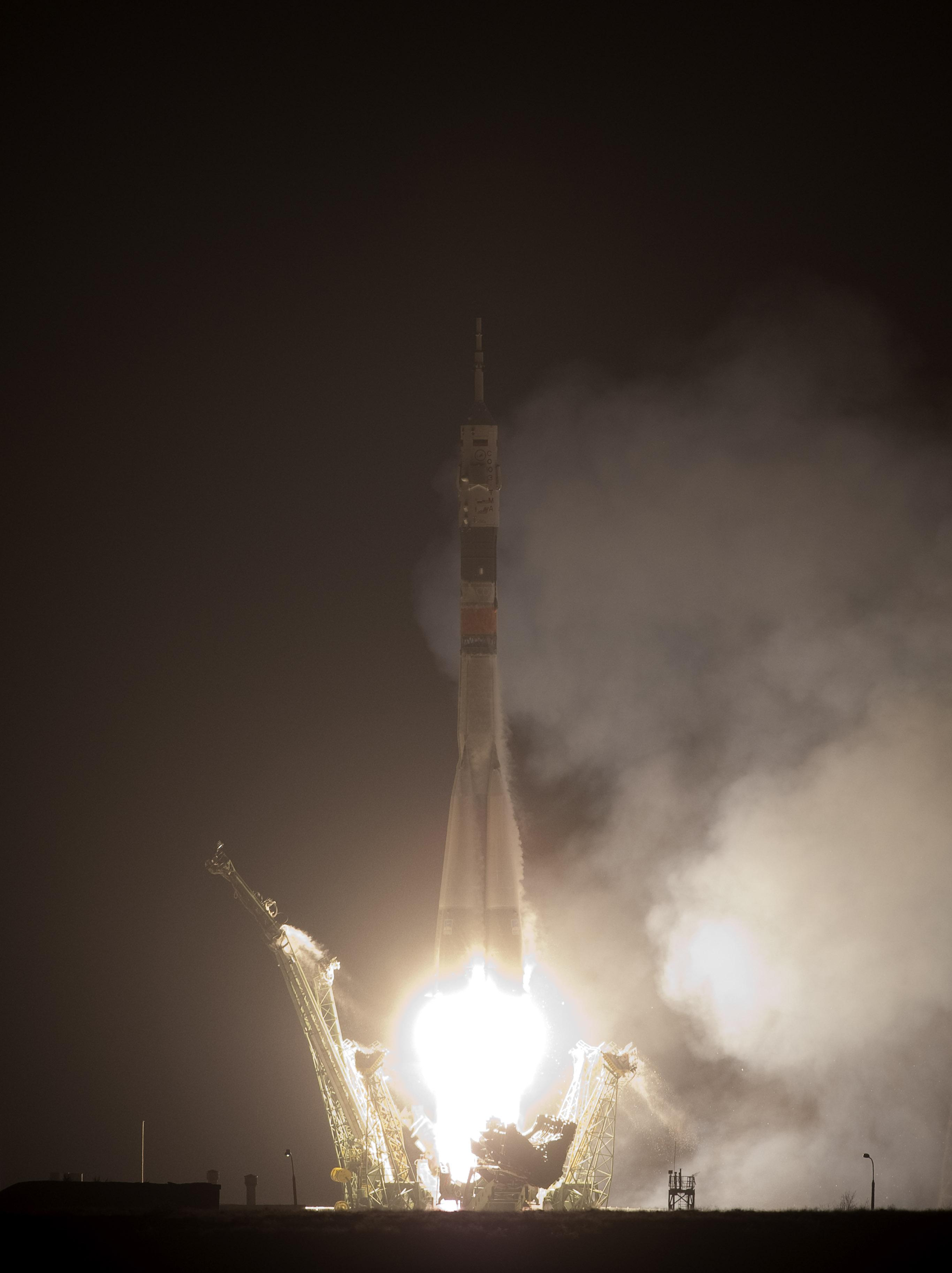
Il lancio della Sojuz TMA-17 il 20 dicembre 2009
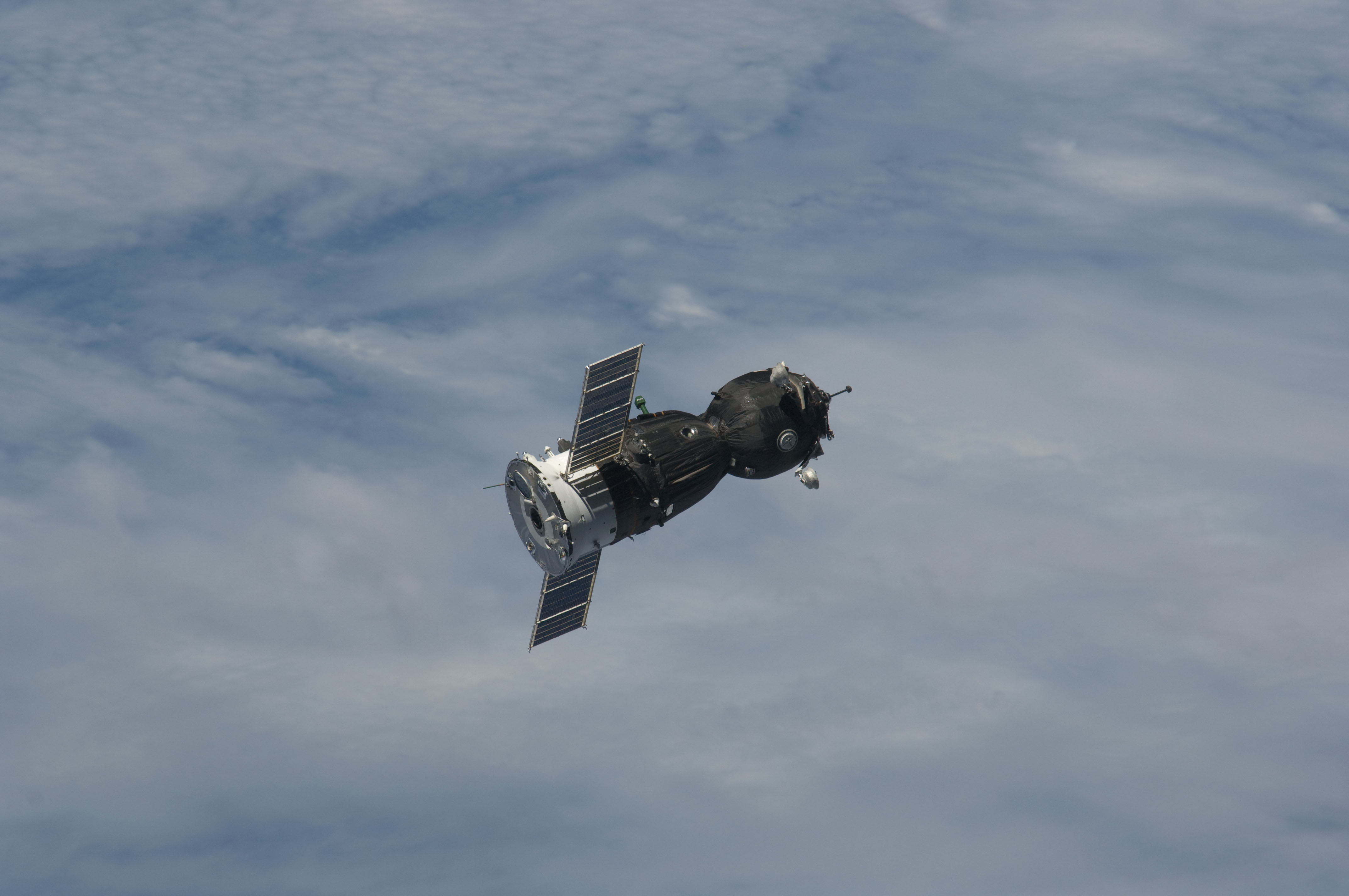
La Sojuz TMA-17 in fase di avvicinamento alla ISS
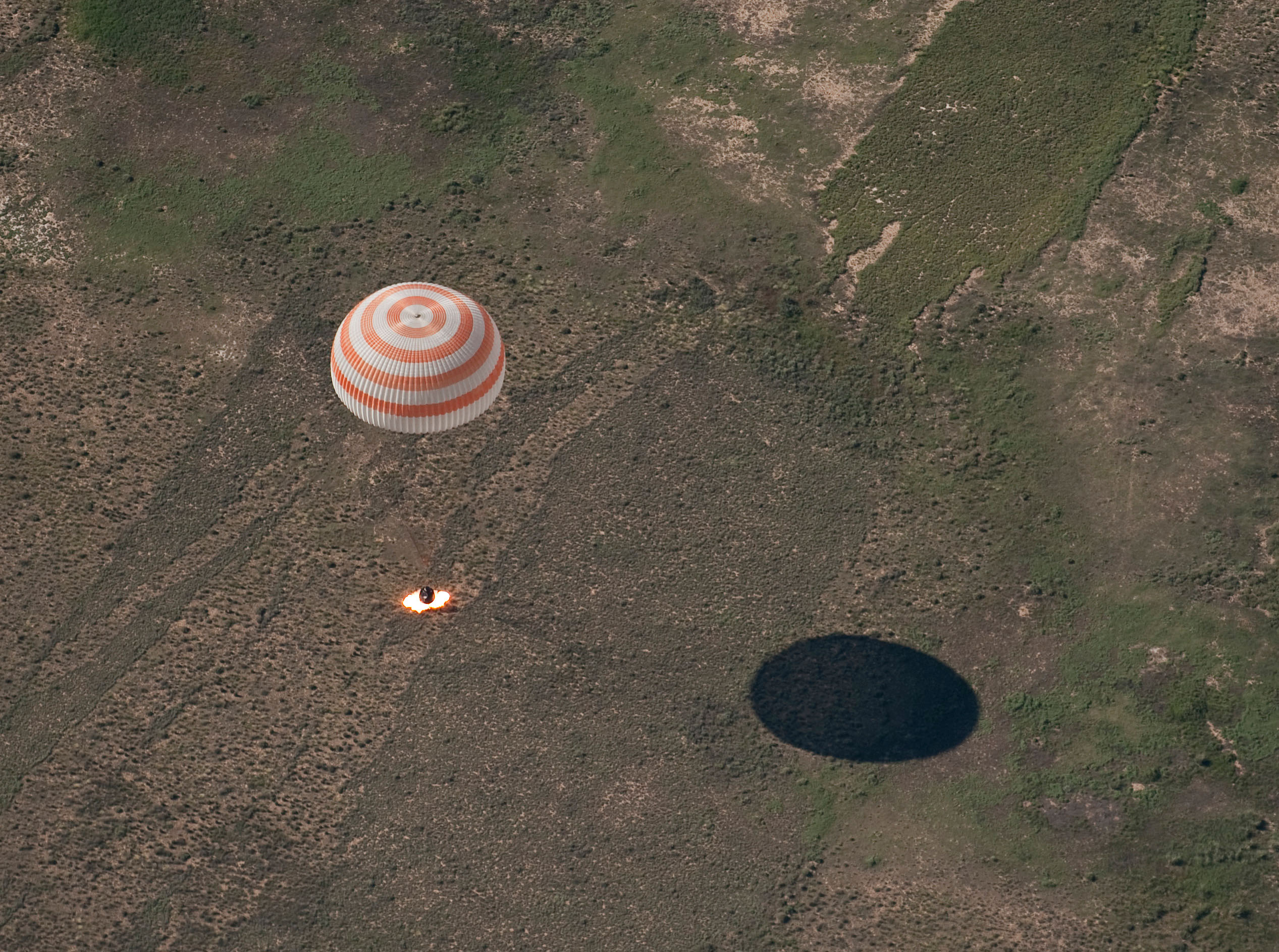
La Sojuz TMA-17 atterra vicino al paese di Dzhezkazgan, in Kazakistan, il 2 giugno 2010